# Ida Linde
Ida Linde, född 28 mars 1980 i Umeå, är en svensk författare.
Linde debuterade 2006 med en diktsamling och har därefter skrivit både noveller och romaner, samt är verksam som översättare och dramatiker.
Linde är uppvuxen i Umeå men är bosatt i Rissne i Sundbyberg. Hon arbetar som programansvarig för Internationell författarscen på Kulturhuset Stadsteatern i Stockholm.

## Priser och utmärkelser
- 2014 – Aftonbladets litteraturpris för Norrut åker man för att dö[2]
- 2015 – Norrlands litteraturpris för Norrut åker man för att dö[3]
- 2024 – Eyvind Johnsonpriset för När man sparkar på en hund[4]